# Ivan Possochkov
Ivan Tikhonovitch Possochkov (en russe : Иван Тихонович Посошков) (1652, environs de Moscou - 1er février 1726, Saint-Pétersbourg) est un économiste et essayiste russe. Autodidacte, il se lance dans le commerce, avant de devenir entrepreneur et propriétaire terrien.

## Biographie
Il est l'auteur de plusieurs essais sur les questions militaires, financières ou religieuses et soutient les réformes de Pierre le Grand. 
En économie, surnommé l'« Adam Smith russe », il écrit le traité De la pauvreté et de la richesse (Книга о скудости и богатстве) en 1724 où il développe une vision mercantiliste basée sur le développement de l'industrie et du commerce, la réforme du système fiscal (réduction et rationalisation des impôts) et monétaire (utilisation de pièces de cuivre plutôt que d'argent et d'or), l'exploitation des ressources naturelles et l'augmentation de la prospection pour les mines. Il demande une règlementation des obligations des serfs.
Dans les questions religieuses, il fut un des inspirateurs de la politique de conversion de Pierre le Grand, en prenant modèle sur les Jésuites et les missions catholiques.
En 1725, il fut emprisonné dans la forteresse Pierre-et-Paul de Saint-Pétersbourg, en raison de la publication de son livre De la pauvreté et de la richesse qui conseillait de limiter la superficie des domaines appartenant à la Noblesse russe. Il y meurt un an plus tard

## Œuvres
- 1719 (manuscrit): Zaveščanie otečeskoe k synu svoemu, so nravoučeniem, za podtverždeniem Bojestvennyx Pisanij (Testament d'un père à son fils), 1719 édité par E. M. Priležaev, Saint Pétersbourg, 1893 (en ligne)
- 1724 (manuscrit): Книга о скудости и богатстве (Kniga o skudosti i bogastve, De la pauvreté et de la richesse), 1724